# Izumo-Taisha

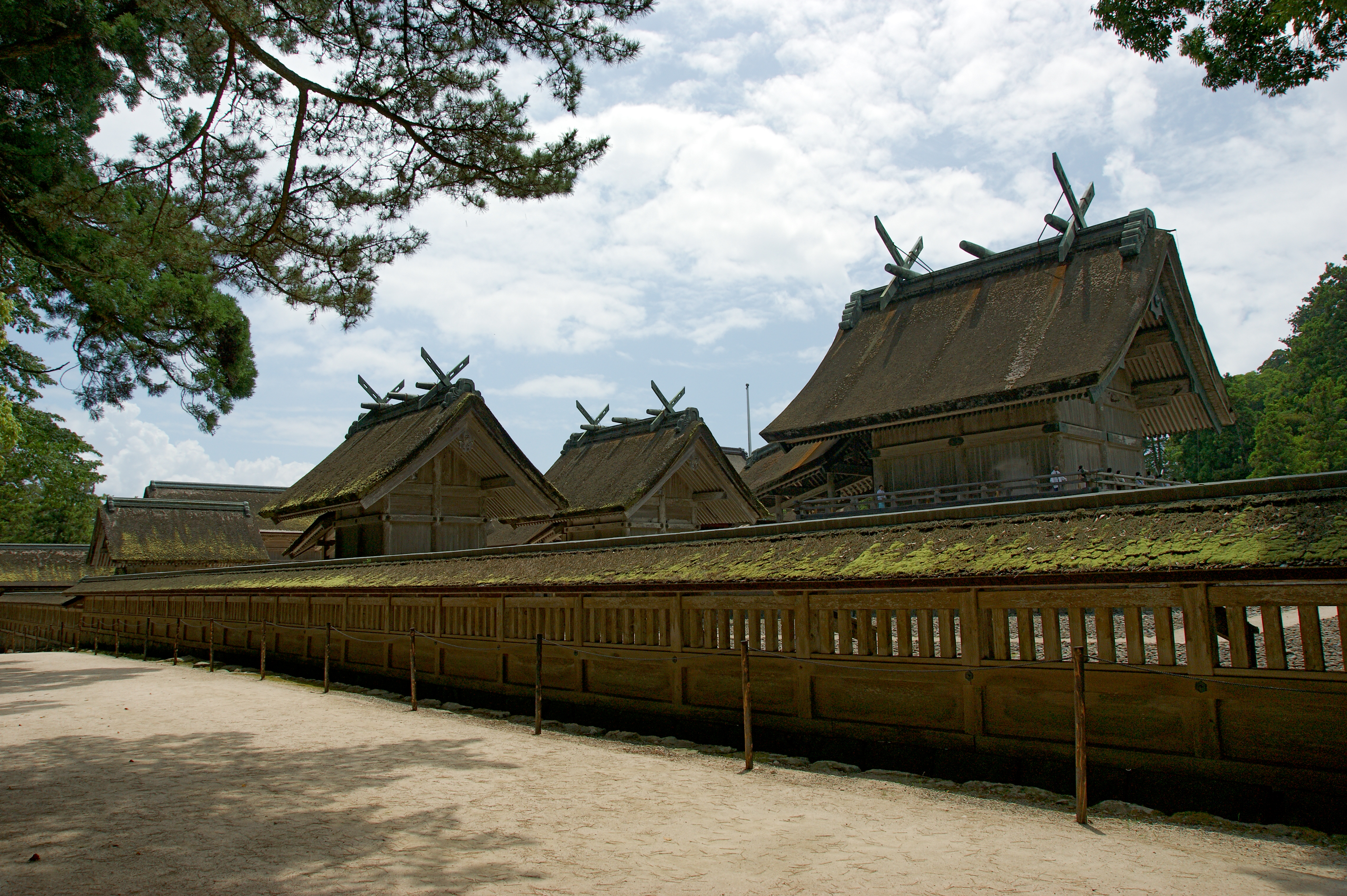
Monjin-no-yashiro, Amasaki-no-yashiro, Mimukai-no-yashiro, Honden

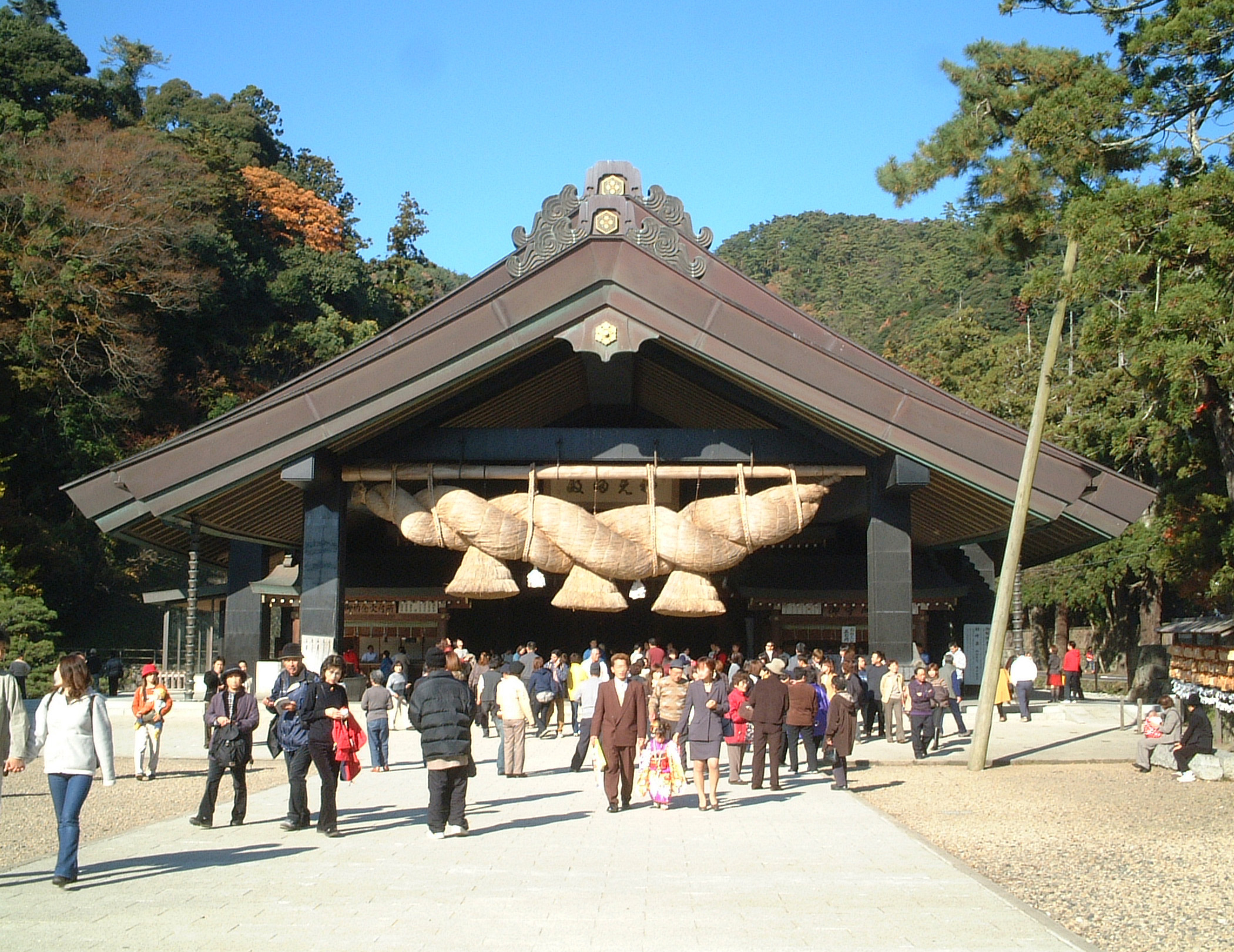
Die Tanzhalle (kaguraden) des Izumo Taisha

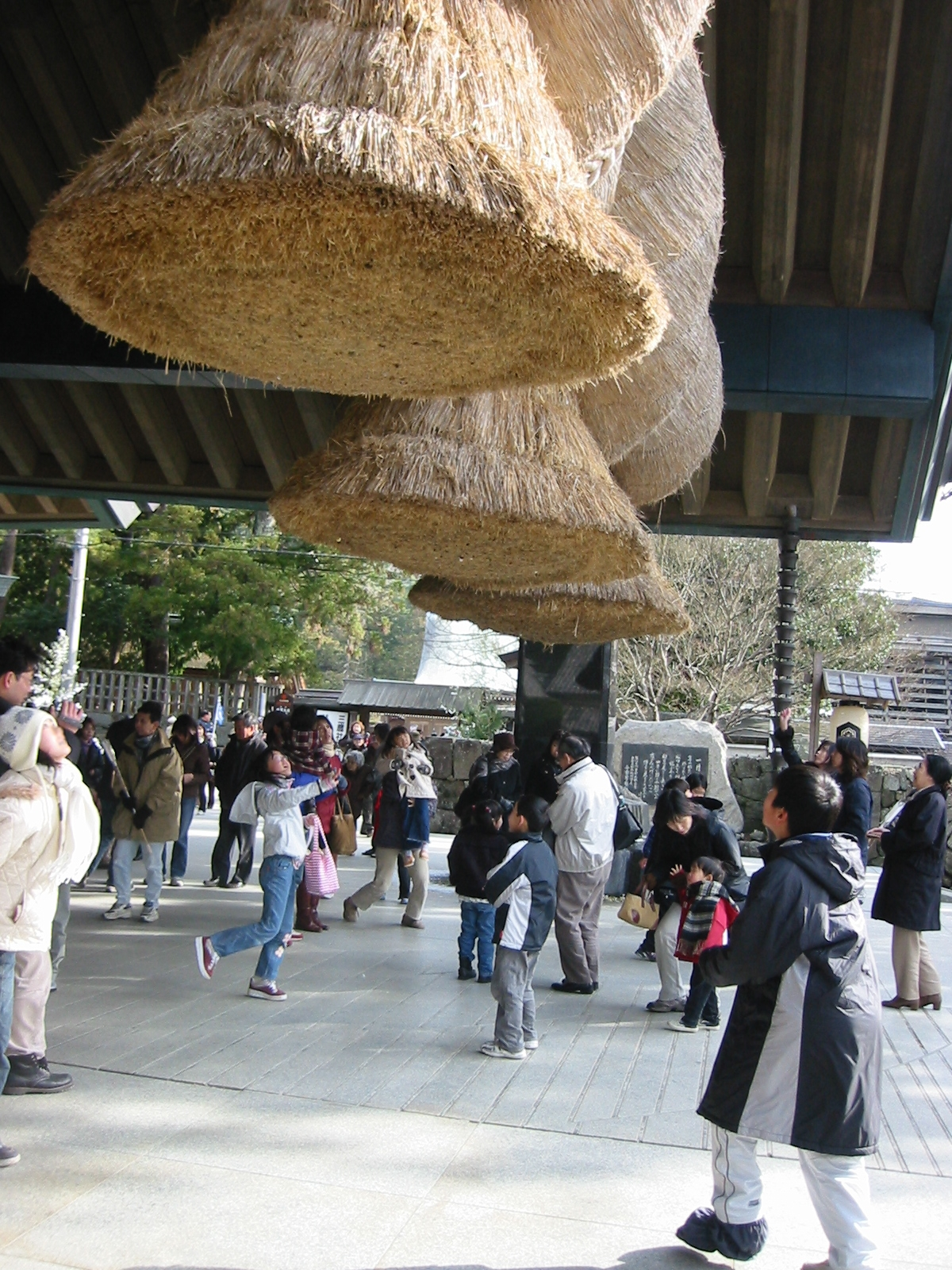
Der Legende nach geht ein Wunsch in Erfüllung, wenn eine hochgeworfene Münze in einem der riesigen, entgegen der Norm gegen den Uhrzeigersinn gedrehten Shimenawa steckenbleibt

Izumo-Taisha (jap. 出雲大社; die offizielle Lesung lautet Izumo no Ōyashiro, wörtlich Groß-Schrein von Izumo) ist einer der ältesten und bedeutsamsten Shintō-Schreine in Japan. Er gehört zu den Chokusaisha. In ihm wird als Haupt-Kami der „Medizingott“ Ō-kuni-nushi-no-mikoto verehrt.
Er befindet sich im Stadtteil Taisha der Stadt Izumo in der Präfektur Shimane.

## Geschichte
Über das genaue ursprüngliche Baudatum liegen keine Aufzeichnungen vor. Die ältesten japanischen Schriften, das Kojiki und das Nihonshoki, datieren die Ursprünge des Schreins in das mythische Kami-Zeitalter zurück. Der Bauort soll identisch mit dem mythischen Ort sein, an dem Susanoo dem Kojiki zufolge einen Zaun aus Wolken zog, um sich darin mit seiner Frau Kushinadahime zur Ruhe zu setzen.
Die Priesterschaft am Schrein ist erblich und wird in den Familien Senge (千家) und Kitajima (北島) – bis zur zweiten Hälfte des 14. Jahrhunderts eine einzige Familie – weitergegeben (faktisch aber nur in der Senge-Familie). Das Amt des Oberpriesters (hier mit dem sonst weltlichen Titel eines Provinzgouverneurs kokuzō bzw. kuni-no-miya-tsu-ko) soll sich bereits zu Beginn des fünften Jahrhunderts in der 17. Generation befunden haben. Der Legende nach war der erste Oberpriester Ame-no-hohi-no-mikoto, der zweite Sohn Amaterasus, ein aus ihren Edelsteinen geborener Kami. Der 17. Oberpriester, Miyamoke-no-sukune, wird in einem eigenen Schrein, dem Ujino-yashiro, verehrt.
Unterhalb des Oberpriesters existieren noch kyōtō (Lehrmeister), danach die zwei gon-gūji (Assistenz-Oberpriester), die negi und deren Assistenten (gon-negi), darunter die kujō und zuletzt die shuten. Innerhalb der Familien werden auch spezielle Atemtechniken und andere spirituelle Übungen (wie das obskure mu-nen) weitergegeben und in einer speziellen Strohhütte (o-hido-koro) hierfür auf dem Schreingelände praktiziert.
Der Izumo-Taisha war und ist immer noch das Zentrum der Shintō-Sekte Izumo Ōyashiro-kyō, dessen Präsident (kanchō) zugleich der kyōtō des Schreins ist.
Die Geschichte des Izumo-Taisha ist von starker Zurückweisung buddhistischen Einflusses geprägt. Buddhistische Idole waren nie im Schrein aufgestellt (selten für Shintō-Schreine). Schon im Jahr 1662, lange vor dem Shinbutsu-Bunri, hatte der Daimyō Matsudaira Naomasa (ein Enkel Tokugawa Ieyasus) alle buddhistischen Priester vom Schrein ausgewiesen.

## Aufbau

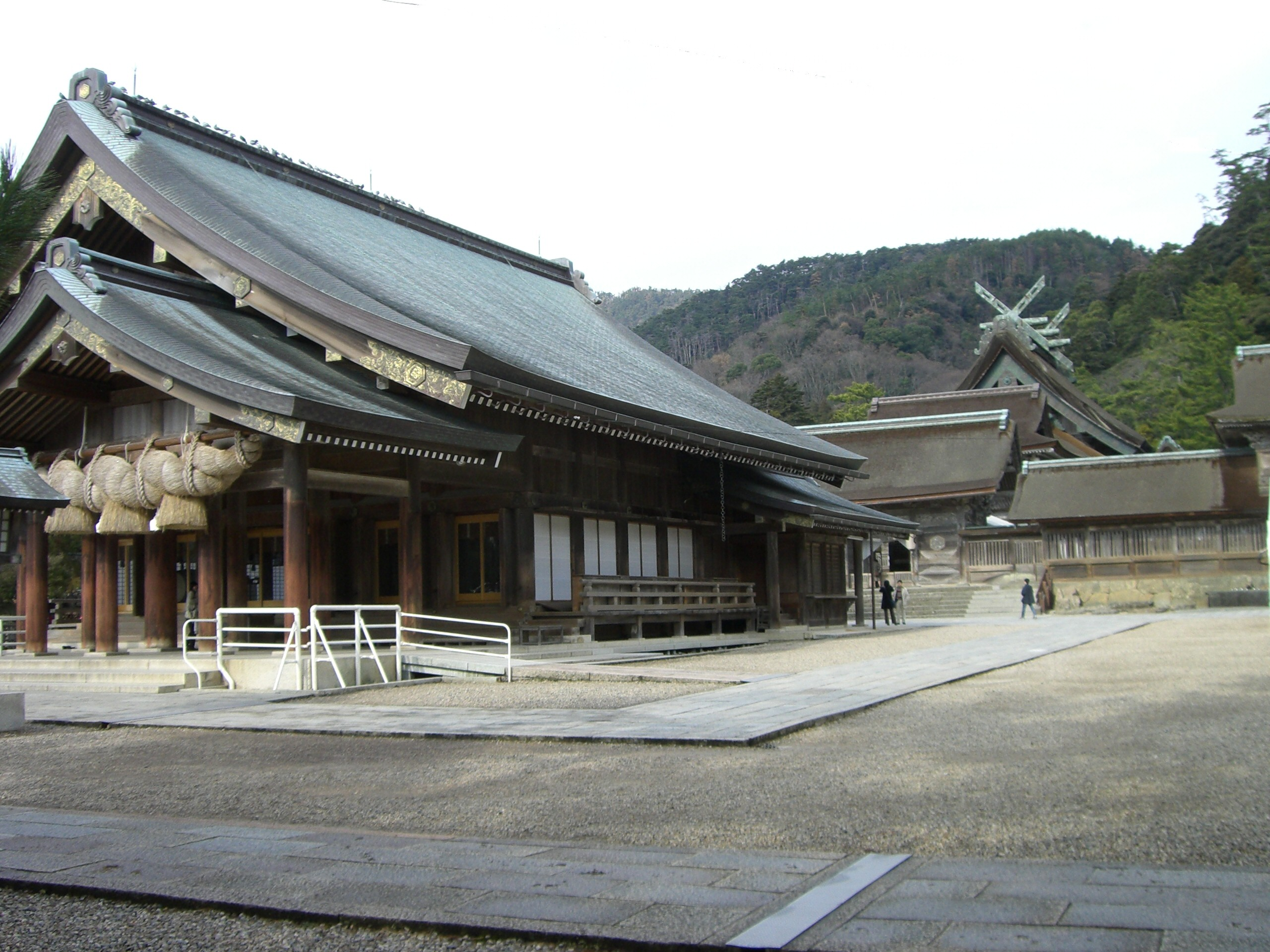
Honden des Izumo-Taisha (hinter der haiden)

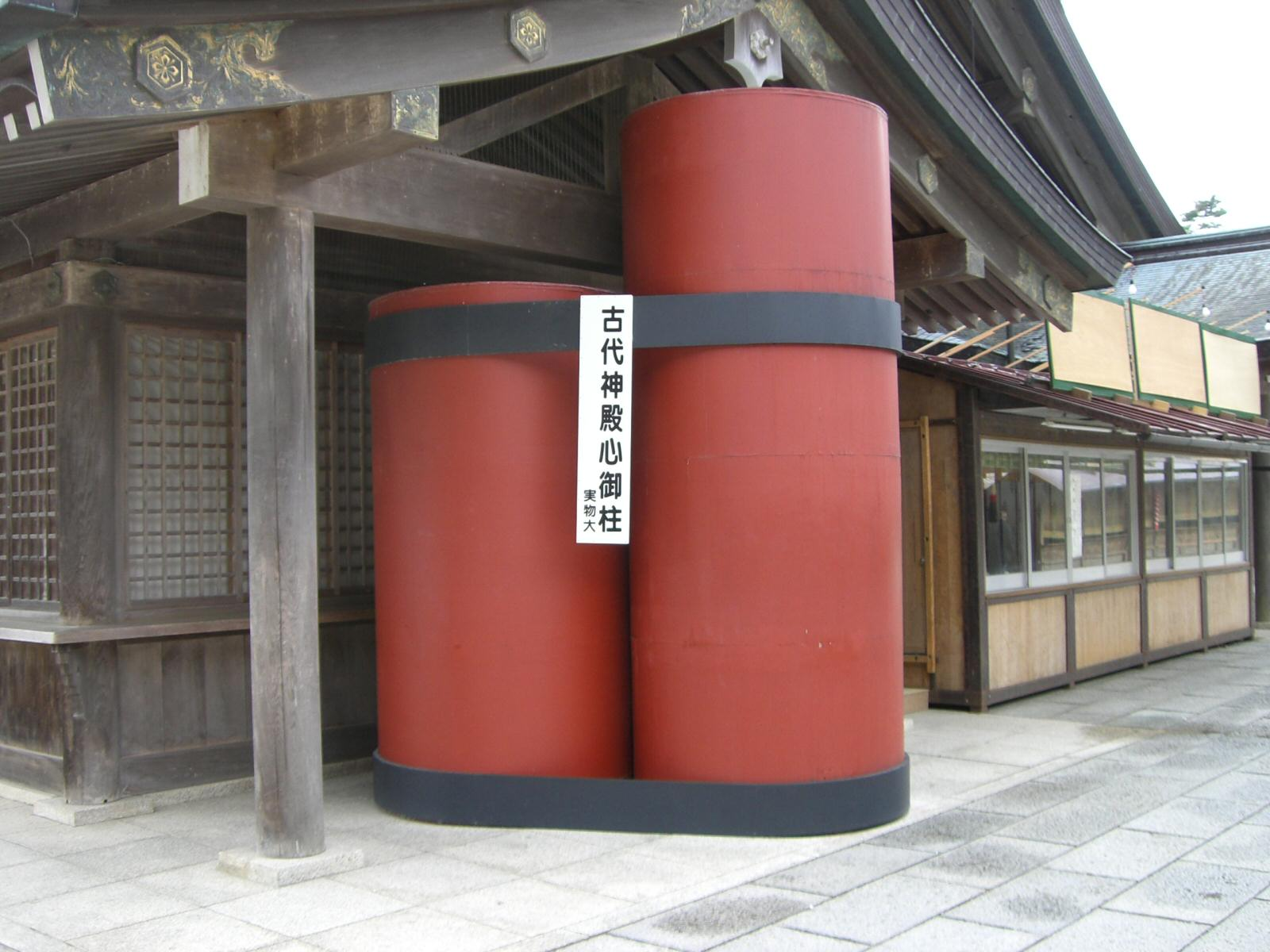
Nachbildungen antiker Säulen, die man im Erdreich gefunden hat

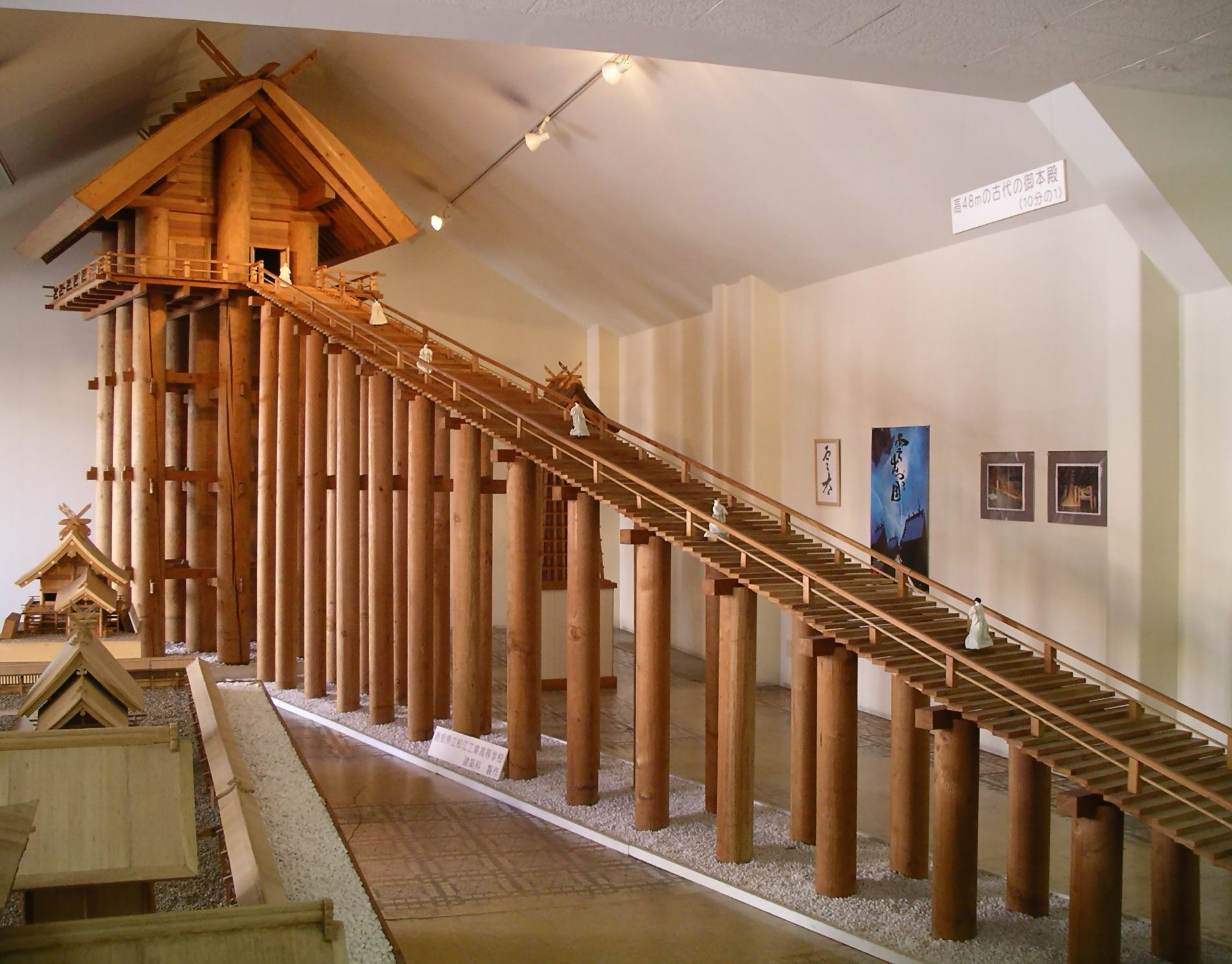
Modell des antiken Schreins

Eine Statue des Kuhzüchter-Kami Ushikai-jin (auch Waka-futsu-nushi-no-kami) befindet sich innerhalb des honden. Ein bestimmter Architektur-Stil, taisha-zukuri (大社造), verdankt seinen Namen dem honden des Izumo-Taisha. Diese Halle (der letzte Neubau stammt aus dem Jahr 1744), sowie ein lackiertes Kästchen sind Nationalschätze Japans und weitere Gebäude und Gegenstände wichtige nationale Kulturgüter. Nahe dem honden steht der Mikei, ein Brunnen, dessen Wasser nur für die Zubereitung der Nahrungsopfer (shinsen) benutzt wird. Zu den Gast-Kami (aidono-no-kami) im honden gehören Umashi-ashi-kabi-hiko-ji und Ame-no-toko-tachi.
Im Harai-no-yashiro (einem massha) werden die vier Reinigungs-Kami (Harai-no-kami) Haya-aki-tsu-hime-no-mikoto, I-buki-do-nushi-no-kami, Se-oritsu-hime und Haya-sasura-hime-no-kami verehrt.
Die einzelnen Abschnitte des Schreins sind durch Zäune voneinander getrennt, die hier besondere Namen haben: Der äußerste heißt ara-gaki, die danach mizu-gaki und tama-gaki. Der See des Schreins hat ebenfalls einen speziellen Namen: kiyome-no-ike (in anderen Schreinen: shin-chi). Das Gleiche gilt für die Kochhalle, normalerweise shinsen-den, hier shinsen-shō.
Wahrscheinlich war der gesamte Komplex in früheren Zeiten erheblich größer und stand auf einer hohen Plattform, was jüngste archäologische Funde von sehr alten und großen Säulen nahelegen.

## Feste

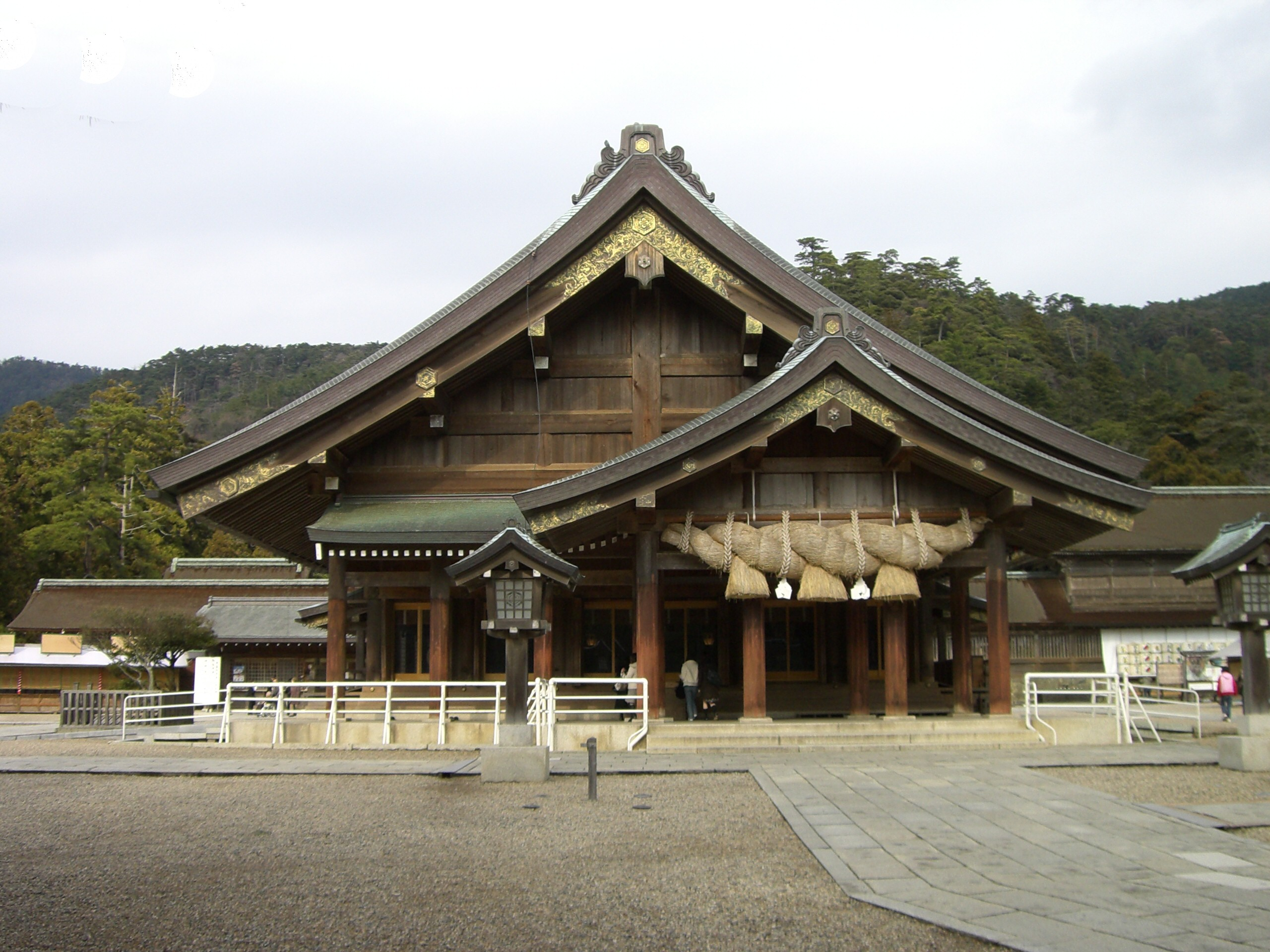
Haiden des Izumo-Taisha

In der Nacht vom 14. zum 15. August unternimmt der Kami einen Ausritt (mi-nige) zu den Schreinen von Minato und Akahito, sowie zum heiligen Strand von Shiotaki. Die Anwohner dieser Orte gehen traditionell früh zu Bett und löschen alle Lichter, um den Kami nicht zu sehen. Am Tag des 15. Augusts wird dann das Tsumamagi-sai am Izumo-Taisha gefeiert. Dazu wird dem Kami ein besonderes shinsen bereitet, u. a. bestehend aus einer halben Zitrone an einem Weidenzweig, aus der das Fruchtfleisch entfernt und der so entstandene Hohlraum mit Wasser aufgefüllt wurde. Außerdem fehlt in diesem shinsen jegliches Fleisch, Ei und Alkohol.
Am 15. Januar findet seit dem Jahr 709 das Yone-ura-sai statt, eine Weissagungs-Zeremonie ähnlich dem Okayu-ura-go-shinji des Hiraoka-Schreins in Ōsaka.
Am Morgen des 26. November findet eine Erntedank-Zeremonie, das Kenkoku-sai, statt. Bauern opfern dabei dem Kami kleine Beutel mit Reis. Am Ende der Zeremonie findet eine Lotterie unter Aufsicht eines speziellen Priesters (tengi) statt. Dabei können die Bauern drei Preise gewinnen: eine Kami-Statue aus Gold (kin-go-zō), aus Silber (gin-go-zō) oder aus Holz (on-zō).
Am Abend des 26. November findet dann das Koden-shinjō-sai im haiden zu Ehren des Oberpriesters statt. Ursprünglich stammte dieses Fest aus dem Kumano-Schrein, wurde dann im 16. Jahrhundert zum Kamosu-Schrein in Oba überführt und fand schließlich seinen gegenwärtigen Ausrichtungsort im Izumo-Taisha nach der Meiji-Restauration. Der Oberpriester sitzt dabei auf einem Hochsitz, der einem Seelöwen ähnelt, und entfacht mit altertümlichen Riten feierlich ein Feuer mittels eines hölzernen Bretts (hi-kiri-usu) und eines hölzernen Stocks (hi-kiri-gine). Damit kocht er dann Reis und drei Steine aus dem Dorf Manai, wonach er so tut, als würde er in diese beißen (hagatame). Ihm und zwei anderen Priestern werden danach 200 Sperrstrauch-Zweige (tagusa) aus dem nahen Uga-yama in einer speziellen Zeremonie dargebracht. Währenddessen sitzen sieben andere Priester um eine koto-ita, die sie mit Weidenzweigen schlagen und dabei 50 mal das Aun-no-kokyū singen, das auffällig dem hinduistischen Om ähnelt. Danach singt einer von ihnen „Sume-kami-o-matsurishi Asuyoyiwa“, worauf die anderen sechs mit „Asuyoyiwa akeno-koromo-okegoromo sen“ antworten, was übersetzt etwa soviel bedeutet wie: „An diesem glückverheißenden Tag, Oh Kami, feierten wir das Matsuri. Laßt uns von nun an [und noch danach] jeden Tag feine (rote) Kleidung tragen [da die Ernte gut ausfiel]“. Am Ende der Zeremonie umrundet ein negi dreimal einen großen Kessel (ō-kama-sama) im haiden, wobei er auf einem Stab zwei Bündel Reis und einen roten Topf (heishi) trägt und kontinuierlich „ana-tanushi“ („wie freudig!“) singt.
Der Legende nach verlassen am 11. Oktober alle Kami (bis auf die tauben) ihre normalen Schreine und unternehmen eine Reise nach Izumo, zunächst zum Izumo-Taisha (wo sie bis zum 17. Oktober in zwei langen Hallen im Juku-sha bleiben), dann zum Sada-no-yashiro und zuletzt zum Mankusen-no-yashiro. Aus diesem Grund ist der Monat Oktober in Izumo als „Monat voll von Kami“ (kami-ari-zuki) bekannt, im Rest von Japan jedoch als „Monat ohne Kami“ (kami-na-zuki). In fast allen Schreinen werden Abschiedsfeiern am 11. Oktober gefeiert, Feiern zu deren Rückkehr finden allerdings so gut wie nicht statt, weil man glaubt, dass dieses Datum von Jahr zu Jahr variiert. Manche Kami, so heißt es, bleiben bis zum Februar des folgenden Jahres in Izumo.